# Долина Шрёдингера
Долина Шрёдингера (лат. Vallis Schrödinger) — долина на обратной от Земли стороне Луны. Расположена в районе кратера Шрёдингер.
Долина представляет собой углубление длиной около 315 км и шириной от 8 до 10 км. Она начинается на внешнем валу кратера Шрёдингер и идёт от него на северо-северо-запад (азимут 315°), пересекая край кратера Мальтон и кратер Сикорский. Селенографические координаты центральной части объекта — 66°31′ ю. ш. 104°53′ в. д. / 66,52° ю. ш. 104,88° в. д..
Долина образована при падении выбросов кратера Шрёдингер. Это одна из трёх расходящихся от него подобных долин (две другие — долина Планка длиной около 600 км, направленная по азимуту 350°, и безымянная долина длиной около 200 км по азимуту 105°).
Название утверждено Международным астрономическим союзом в 1970 году. Долина названа по кратеру Шрёдингер, а он, в свою очередь, — в честь физика Эрвина Шредингера.